# Сун Сан
Сун Сан Тэ Сон Са Ним (кор. 숭산행원대선사?, 崇山行願大禪師?) (1 августа 1927 — 30 ноября 2004) —  дзэн-мастер корейского буддийского ордена Чоге. Основатель международной школы дзэн Кван Ум. Семьдесят восьмой учитель в линии передачи учения от Будды Шакьямуни. Первым из дзэн-мастеров корейского буддизма стал давать учение на Западе. Интенсивно учил по всему миру, начиная с 1972 года и до самой смерти. В признание заслуг по распространению учения, орден Чоге присвоил ему титул Тэ Сон Са Ним (Великий заслуженный Учитель). Умер в ноябре 2004 года в монастыре Хвагеса в Сеуле в возрасте 77 лет.

## Биография
Родился в корейском городе Сончон, 1 августа 1927 года, в семье христиан-протестантов. В 1944 году Сун Сан примкнул к корейскому подпольному движению сопротивления. Через несколько месяцев он был схвачен японской полицией, некоторое время находился в заключении и едва избежал смертного приговора. После освобождения из тюрьмы он пересёк манчжурскую границу, чтобы примкнуть к Свободной Корейской армии.
После Второй мировой войны, изучал западную философию в университете Тонгук. Политическая ситуация в Южной Корее становилась всё более запутанной и однажды Сун Сан пришёл к выводу, что при помощи своей политической деятельности и академических занятий он не сможет в достаточной мере помочь людям. Поэтому он обрил голову и ушёл в горы, дав клятву не возвращаться, пока не поймёт, как это сделать наилучшим способом.
Несколько месяцев он изучал конфуцианские тексты, но не был ими удовлетворён. Затем его друг дал ему Алмазную сутру, и он впервые познакомился с буддизмом. Эта сутра поразила его. В течение следующих нескольких недель он прочёл много текстов. В конце концов он решил стать буддистским монахом и в 1948 году стал им.
Решив, что единственно важным теперь для него является только практика, через десять дней после посвящения в монахи он ушёл ещё глубже в горы и начал непрерывную стодневную практику в уединении на горе Вон Гак. Считается, что во время этого уединения Сун Сан обрёл окончательное просветление. Осенью 1948 года Сун Сан, в монастыре Судокса, прошёл «поединок Дхармы» у двух дзэн-мастеров Кым Бон и Кым О, которые подтвердили его постижение.
25 января 1949 года Сун Сан получил от дзэн-мастера Ко Бона «передачу Дхармы», став таким образом семьдесят восьмым учителем в этой линии передачи. Это была единственная «передача Дхармы», которую дал дзэн-мастер Ко Бон. Следующие три года Сун Сан Сон Са Ним провёл в молчании.
В 1953 году он был призван в армию, где прослужил до 1957 года, сначала в качестве священника, затем капитана армии. В 1957 году стал аббатом монастыря Хвагеса в Сеуле. Следующее десятилетие Сун Сан помогал открывать храмы в Гонконге и Японии. Некоторое время он был настоятелем монастыря в Японии, где имел опыт коанового обучения с учителями линии Риндзай-дзэн.
В 1972 году дзэн-мастер Сун Сан приезжает в США, чтобы посмотреть, возможно ли преподавание дзэн для западных учеников. Он почти не имел средств к существованию и не знал английского. После непродолжительного пребывания в корейском землячестве в Лос-Анджелесе он перебирается в Провиденс в Род-Айленде и получает работу в прачечной, где занимается ремонтом стиральных машин, параллельно изучая английский язык. Впоследствии с помощью своих новых учеников Тэ Сон Са Ним основал дзэн-центр в Провиденсе. В 1983 году мастер основывает международную школу дзэн Кван Ум. В 1990 году по приглашению президента СССР М. С. Горбачёва Тэ Сон Са Ним приехал в Россию и учил Дхарме в Санкт-Петербурге,в том числе в буддийском храме
«Дацане Гунзэчойнэй». Дэ Сон Са Ним дал «передачу Дхармы» семи своим западным ученикам.
Дэ Сон Са Ним призывал людей различных вероисповеданий к совместным усилиям по отысканию их истинной природы. Многие годы он возглавлял дзэн-ретриты в аббатстве Гетсмани (Abbey of Gethsemani) и был участником нескольких экуменистических съездов.
Дзэн-мастер Сун Сан умер 30-го ноября 2004 года в буддистском храме «Хва Ге Са» в Сеуле. Он умер в окружении своих учеников. Учителю было 77 лет.
Дэ Сон Са Ним написал несколько книг, ставших классикой дзэн-литературы, таких как «Посыпание Будды пеплом», «Весь мир — это один цветок» и «Компас Дзэн».